# Editto di Amboise

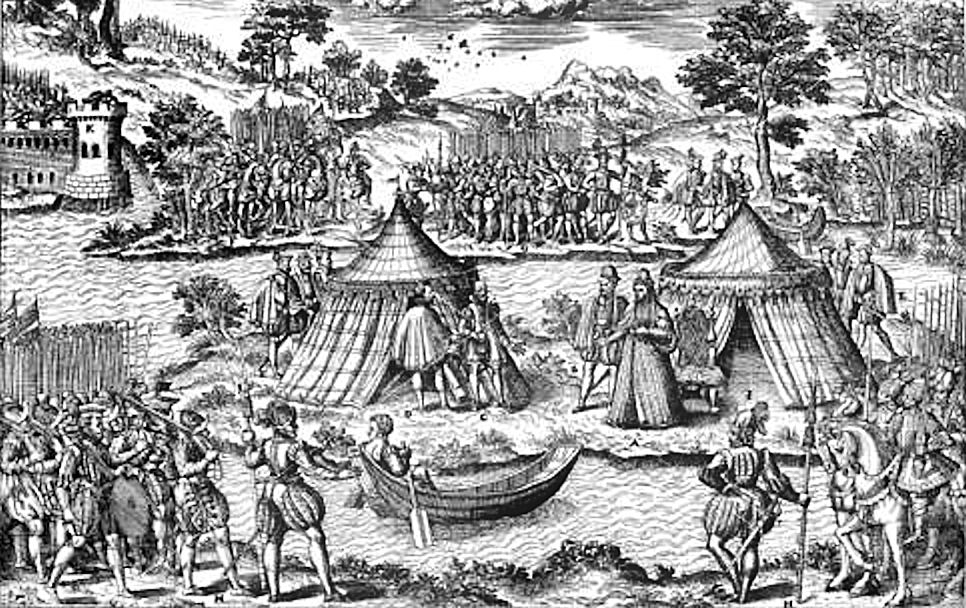
Pace di Amboise, 1563.

L'editto di Amboise venne promulgato nel castello di Amboise il 19 marzo 1563 da Caterina de' Medici (come reggente per il figlio Carlo IX di Francia).

## Storia
Il trattato pose fine alla prima fase delle guerre di religione francesi, garantendo agli Ugonotti privilegi e libertà di culto. Pur essendo più restrittivo del trattato di Saint Germain (del gennaio del 1562), l'editto di Amboise consentiva funzioni religiose protestanti libere e non regolamentate presso le dimore nobiliari e nei borghi di determinati baliati o siniscalcati.
Il parlamento di Parigi, che aveva espulso i membri ugonotti dalle sue file, ritardò l'applicazione dell'editto, come fecero i parlamenti locali, limitando l'applicazione dell'editto finché il re non avesse raggiunto la maggiore età, quando un consiglio nazionale avrebbe discusso del problema religioso. Quando Carlo IX diventò re (il 17 agosto 1563, all'età di quattordici anni) promulgò la versione definitiva dell'editto.